# Cleveland, Cincinnati, Chicago and St. Louis Railway

Karte des CCC&StL-Netzes (rot) während der größten Ausdehnung 1918.

Die Cleveland, Cincinnati, Chicago and St. Louis Railway (CCC&StL.), bekannt auch unter dem Namen Big Four, ist eine ehemalige Class-I-Bahngesellschaft in den Vereinigten Staaten mit Sitz in Indianapolis. Sie entstand 1889 durch die Fusion mehrerer Bahngesellschaften. Ihr Netz überdeckte weite Teile der Bundesstaaten Ohio, Indiana und Illinois, einige Zweigstrecken erreichten auch Kentucky und Michigan. Bereits ab 1872 besaßen die Vanderbilts, denen auch die New York Central Railroad gehörte, größere Anteile der Vorgängergesellschaften der CCC&StL. Die New York Central erwarb 1906 die Big Four vollständig und pachtete sie 1930 formal. Mit Fusion der New York Central mit der Pennsylvania Railroad zur Penn Central 1968 hörte die Big Four auf zu existieren. Heute gehört ein Großteil der noch vorhandenen Gleisanlagen der CSX Transportation.

## Geschichte

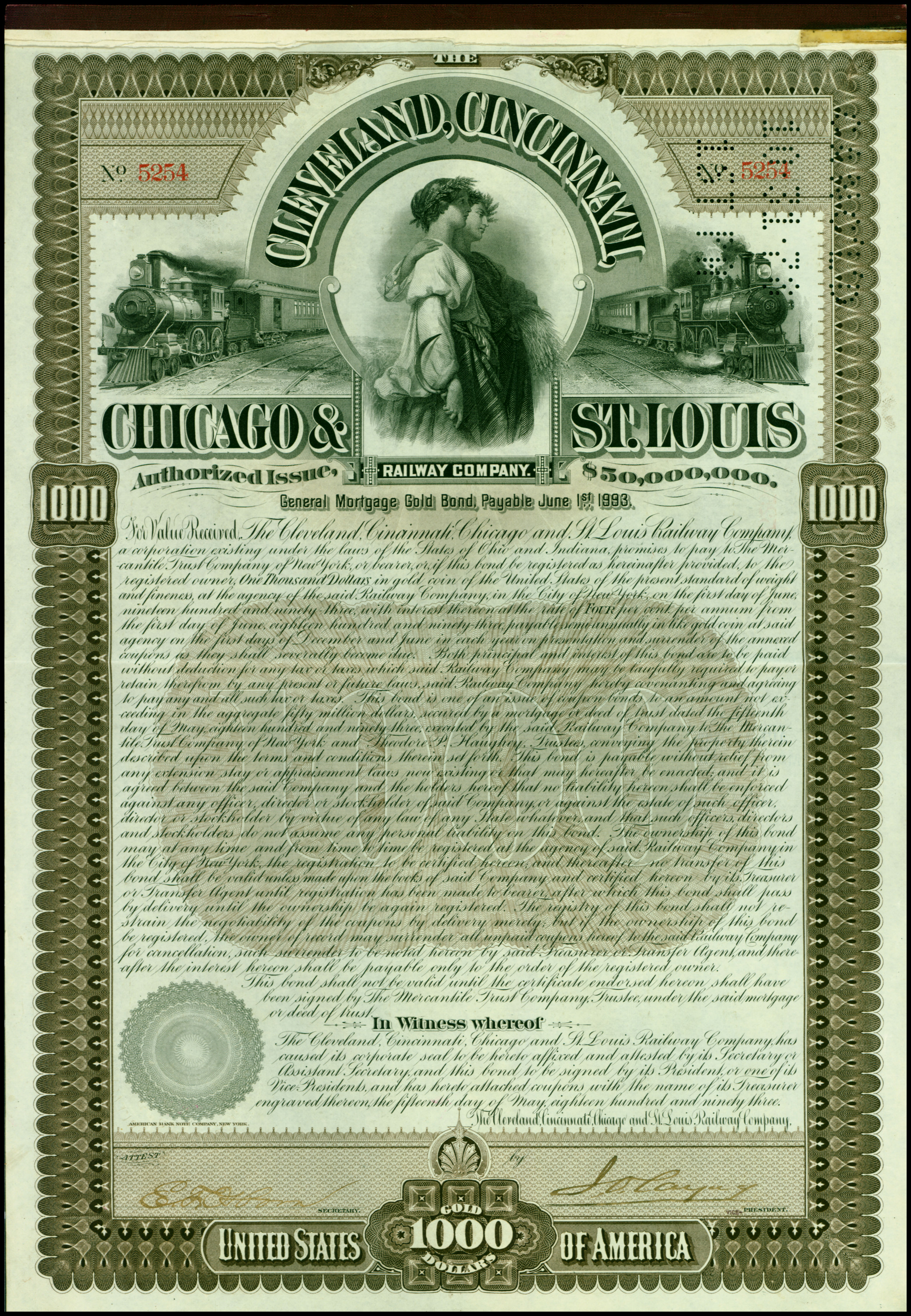
Gold Bond über 1000 $ der Cleveland, Cincinnati, Chicago and St. Louis Railway Company vom 15. Mai 1893

Die Cleveland, Cincinnati, Chicago and St. Louis Railway entstand am 27. Juni 1889 durch die Fusion der Cleveland, Columbus, Cincinnati and Indianapolis Railway („Bee Line“), der Indianapolis and St. Louis Railway und der Cincinnati, Indianapolis, St. Louis and Chicago Railway. Die letzte Gesellschaft war bereits seit 1880 unter dem Namen „Big Four“ bekannt. Daneben erwarb die neue Gesellschaft die Strecke Springfield (Ohio)–Indianapolis von der Indiana, Bloomington and Western Railway.
Das Streckennetz reichte zum Zeitpunkt der Fusion von Cleveland im Osten bis Terre Haute im Westen und von Lafayette im Norden bis Louisville und Cincinnati im Süden. Die beiden wichtigsten Strecken verliefen von Cleveland nach Terre Haute und von Cincinnati nach Lafayette. Sie kreuzten sich in Indianapolis. 1890 erwarb die Big Four mehrere Bahngesellschaften:
- die Cincinnati, Sandusky and Cleveland Railway in Ohio,
- die Columbus, Springfield and Cincinnati Railway in Ohio,
- die Cairo, Vincennes and Chicago Railway in Illinois,
- die St. Louis, Alton and Terre Haute Railroad in Indiana und Illinois,
- die Cincinnati, Lafayette and Chicago Railroad in Indiana und Illinois,
- die White Water Railroad im Süden Indianas,
- die Cincinnati and Springfield Railway in Ohio und
- die Cincinnati, Wabash and Michigan Railway in Indiana und Michigan.

Außerdem führte die Big Four ab 1890 den Betrieb auf der Peoria and Eastern Railway, deren Hauptstrecke von Indianapolis nach Peoria verlief. Einschließlich neu vereinbarter Mitbenutzungsrechte dehnte sich damit das Streckennetz nach Chicago, St. Joseph und Sandusky im Norden, nach Cairo im Süden und nach Peoria und St. Louis im Westen aus.
1906 baute die Evansville, Mount Carmel and Northern Railway eine Zweigstrecke nach Evansville, die am 1. November 1910 durch die Big Four gepachtet wurde.
Mit Wirkung vom 1. Februar 1930 pachtete die New York Central Railroad, in deren Besitz sich die CCC&StL. bereits seit 1906 befand, die Bahngesellschaft und übernahm die Betriebsführung. Mit dieser und der Pennsylvania Railroad fusionierte die CCC&StL. am 1. Februar 1968 schließlich zur Penn Central, die wenige Jahre später in Conrail überging. Der größte Teil des CCC&StL.-Netzes gehört nach Auflösung der Conrail zur CSX Transportation.

## Anhang